# Микки Гидеон
Доктор Микки Гидеон — израильский врач - нейрохирург, директор отделения педиатрической нейрохирургии в медицинском центре «Сорока». Он известен тем, что первым в Израиле и 18-м в мире провёл операцию по разделению годовалых сиамских близнецов, сросшихся головами и частью мозга (Craniopagus twins), ставших самыми маленькими сиамскими близнецами когда-либо успешно разделёнными операционным путём. Гидеон был первым врачом, применившим методы трёхмерного моделирования и технологии виртуальной реальности для проведения операции на головном мозге.

## Биография
Гидеон родился в 1972 году в Тегеране, в семье иранских евреев. Его отец был крупным чиновником в министерстве энергетики шахского Ирана, а мать домохозяйкой. Микки Гидеон средний из трёх братьев. В 1990 году после окончания средней школы и в связи с гонениями на еврейскую общину со стороны стражей исламской революции был вынужден вместе со своим старшим братом бежать из страны и после месячного пребывания в лагере беженцев ООН в Пакистане репатриировался в Израиль. По прибытии в Израиль и окончании языковой школы иврита поступил на инженерный факультет Университета Бен Гурион, но после двух с половиной лет обучения оставил занятия в ВУЗе и призвался в ряды Армии Обороны Израиля. По окончании срочной службы поступил на медицинский факультет Университета Бен Гурион, который успешно окончил в 2003 году и приступил к специализации по нейрохирургии в ординатуре медицинского центра «Сорока». В 2011 году, по завершении специализации, успешно сдал квалификационный экзамен на вступление в союз европейских нейрохирургов — EANS . В 2014 продолжил специализацию по детской нейрохирургии в педиатрической клинике Цинциннати, США. В 2019 году прошёл специализацию по хирургическому лечению детской эпилепсии в больнице Ротшильда в Париже. С 2017 года возглавляет отделение детской нейрохирургии Научного Медицинского Центра «Сорока», являющегося одной из крупнейших больниц Израиля.

## Профессиональная деятельность
На протяжении своей карьеры д-р Гидеон провёл ряд уникальных операций, часть из которых является новаторской в области нейрохирургии. Им была удалена опухоль головного мозга, достигавшая размера средней дыни, у двухлетней девочки, при этом дальнейшее развитие ребёнка не пострадало. Гидеон восстановил сорок процентов свода черепа мужчины, получившего тяжёлую черепно-мозговую травму во время ДТП, при этом были использованы композитные материалы, позволившие успешно завершить протезирование черепной коробки и вернуть пострадавшего к полноценной жизни. В 2015 году в больнице «Сорока» Гидеоном была произведена операция по ‘раздвижению’ лица 10 летней пациентки, страдавшей синдромом Крузона. Во время операции у ребёнка была срезана часть черепа, область лица и челюсти, отделён центр лица, нос и глазницы, которые затем были подключены к специальному устройству для растяжения и восстановления симметрии лица. В сентябре 2021 года первым в Израиле и 18-м в мире Микки Гидеон успешно провёл операцию по разделению годовалых сиамских близнецов, сросшихся головами и частью головного мозга. Операция длилась 12 часов и стала сенсацией в мире нейрохирургии, вызвавшей широкий резонанс в международных СМИ. В процессе подготовки к операции Гидеоном были применены методы трёхмерного моделирования и технологии виртуальной реальности, до этого момента не использовавшиеся в предоперационном протоколе нейрохирургии. Через полтора месяца после операции близнецы были выписаны из больницы.

## Общественная деятельность
Д-р Микки Гидеон является преподавателем кафедры медицины Университета Бен Гурион, а также междисциплинарного колледжа «Брауде», Израиль. Помимо преподавания медицины, им был основан класс изучения персидского языка для студентов отделения востоковедения Университета Бен Гурион, одним из его учеников был Ави Иссахаров — известный израильский журналист и создатель популярного сериала Netflix «Фауда». Микки Гидеон принимает активное участие в разработках израильских медицинских инновационных стартапов, является советником компаний BioMed в областях медицинской роботизации, медицинского оборудования и дигитализации здравоохранения, также консультирует медицинский венчурный фонд «Almeda». В октябре 2021 года по приглашению Фонда Гейдара Алиева посетил Баку, в рамках визита доктор Гидеон выступил перед студентами Азербайджанского Медицинского Университета, а также встретился с местными нейрохирургами и провёл благотворительную консультацию в клинике «Bona Dea».